# Сан Марцано ди Сан Ђузепе
Сан Марцано ди Сан Ђузепе (итал. San Marzano di San Giuseppe) је насеље у Италији у округу Таранто, региону Апулија.
Према процени из 2011. у насељу је живело 8916 становника. Насеље се налази на надморској висини од 134 м.

## Становништво
Према резултатима пописа становништва 2011. у општини је живело 9.269 становника.
| 1931. | 1936. | 1951. | 1961. | 1971. | 1981. | 1991. | 2001. | 2011. |
| ----- | ----- | ----- | ----- | ----- | ----- | ----- | ----- | ----- |
| 4.116 | 4.369 | 5.371 | 6.131 | 6.560 | 8.033 | 8.703 | 8.830 | 9.269 |